# Стенандриум
Стенандриум (лат. Stenandrium) — род травянистых цветковых растений семейства Акантовые (Acanthaceae).

## Ботаническое описание
Многолетние травянистые растения. Листья черешковые, супротивные, цельные.
Цветки сидячие, пазушные. Прицветники от яйцевидных до ланцетных. Чашелистиков 5, узкие, острые. Венчик розовый, фиолетовый или белый, из 5 обратнояйцевидных долей. Тычинок 4, двусильные, пыльники одногнёздные.

## Распространение
Встречаются в тропических и умеренно тёплых областях Америки.

## Виды
Род Стенандриум включает 49 видов:
- Stenandrium affine S.Moore
- Stenandrium afromontanum (Mildbr.) Vollesen
- Stenandrium amoenum (Benoist) Vollesen
- Stenandrium barbatum Torr. & A.Gray
- Stenandrium boivinii (S.Moore) Baill. ex Vollesen
- Stenandrium buntingii (S.Moore) Vollesen
- Stenandrium carduaceum (Benoist) Vollesen
- Stenandrium chameranthemoideum Oerst.
- Stenandrium dulce (Cav.) Nees
- Stenandrium elegans Nees
- Stenandrium gabonicum (Benoist) Vollesen
- Stenandrium goiasense Wassh.
- Stenandrium guineense (Nees) Vollesen
- Stenandrium harlingii Wassh.
- Stenandrium hatschbachii Wassh.
- Stenandrium humile (Benoist) Vollesen
- Stenandrium irwinii Wassh.
- Stenandrium leptostachyum (Benoist) Vollesen
- Stenandrium longifolium (Benoist) Vollesen
- Stenandrium lyonii J.R.Johnst.
- Stenandrium manchonense T.F.Daniel
- Stenandrium mandioccanum Neestypus[1]
- Stenandrium nanum (Standl.) T.F.Daniel
- Stenandrium orichalcea Donn.Sm.
- Stenandrium perrieri (Benoist) Vollesen
- Stenandrium pilosulum (S.F.Blake) T.F.Daniel
- Stenandrium radicosum Nees
- Stenandrium rupestre (Sw.) Nees
- Stenandrium serpens Nees
- Stenandrium stenophyllum Kameyama
- Stenandrium subcordatum Standl.
- Stenandrium subdentatum (Benoist) Vollesen
- Stenandrium talbotii (S.Moore) Vollesen
- Stenandrium tenellum Nees
- Stenandrium thompsonii (S.Moore) Vollesen
- Stenandrium tuberosum (L.) Urb.
- Stenandrium verticillatum Brandegee
- Stenandrium warneckei (S.Moore) Vollesen